# Notace (hudba)
Notace (z latinského notare = zaznamenat, označit, zapsat) je způsob záznamu hudební skladby v určité soustavě notového písma, obvykle pomocí grafických znaků – not.

## Historie

Píseň ze Seikilova epitafu z doby kolem roku 200 př. n. l., první známý grafický záznam hudby v Evropě

### Nejstarší formy zápisu
Moderní zápis hudby se vyvíjel dlouhou dobu. Nejstarším známým dochovaným zápisem textu a hudby v Evropě je Seikilova píseň z doby kolem roku 200 př. n. l. Řada písmen nad textem písně odpovídá její notaci.

### Moderní notace

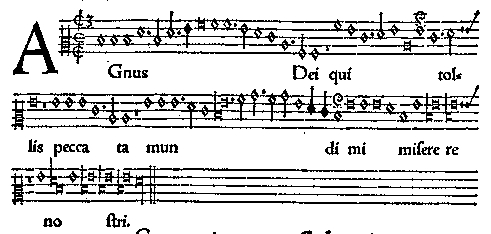
Část Agnus Dei z Missa L'homme armé super voces musicales; záznam z Dodecachordon Heinricha Glareana

Prvními předchůdci moderního hudebního zápisu byly neumy (v překladu pokynutí, znamení rukou) vzniklé v raném středověku (přibližně v 8. století). Jejich nevýhodou bylo, že nedokázaly zaznamenat přesnou délku ani výšku tónu. Záznam byl pouze orientační, udával relativní výšku tónů (směr melodie vzhůru či dolů); délka trvání tónů vyplývala z konvenčního čtení textu.
Další formou záznamu byla chorální notace, kde již byly vztahy mezi tóny (intervaly) udány přesněji, avšak délky trvání tónů byly dány opět pouze přibližně. Záleželo na tradici – na citu a praxi zpěváků.
Od druhé poloviny 13. století zavedl Franko Kolínský notaci, která umožňovala zaznamenat výšku i délku tónu (rytmickou hodnotu) pomocí numerických proporcí mezi jednotlivými notovými hodnotami – mensurami. Tato notace se nazývá mensurální, případně frankonskou notací. Tento způsob se udržel přibližně do začátku 17. století.
Moderní notový zápis se začal vyvíjet na konci renesance, ustálil se v období klasicismu, ale jisté nové prvky přijímá průběžně, prakticky až do dnešní doby (např. grafický zápis hudby).
Zavedení nových směrů v elektronické podobě hudby v druhé polovině 20. století vyvolalo vznik zcela odlišných systémů notace akustického signálu.

## Grafický zápis hudby
Grafický zápis hudby se provádí pomocí netradičních symbolů či textu s úkolem zprostředkovat hudebníkovi informaci o hraném kusu jiným, než klasickým notovým záznamem. Užívá se tam, kde charakteristiku hudební skladby nelze klasickou technikou zaznamenat. Takový záznam lze vidět u experimentálních hudebních forem, typický je např. pro aleatorní hudbu (John Cage).